# Kiera Van Ryk
Kiera Renee Van Ryk (New Westminster, 6 gennaio 1999) è una pallavolista canadese, opposto del VakıfBank.

## Carriera

### Club
La carriera di Kiera Van Ryk inizia nei tornei scolastici canadesi, giocando per la Surrey Christian: dopo il diploma entra a far parte della squadra universitaria della British Columbia, partecipando alla U Sports nel 2018 e nel 2019, chiudendo rispettivamente al terzo posto e con la vittoria del titolo nazionale, occasione nella quale viene anche premiata come MVP del torneo; riceve inoltre il Mary Lyons Award, ossia il premio di miglior pallavolista dell'anno del 2019, e il Lieutenant Governor Athletic Awards, il premio come miglior atleta della stagione 2018-19.
Nella stagione 2019-20, nonostante le restino alcuni anni di eleggibilità sportiva con la sua università, firma il suo primo contratto professionistico in Italia, dove partecipa alla Serie A1 col Bergamo e inizia a giocare anche nel ruolo di opposto, ruolo nel quale viene impiegata a tempo pieno nella stagione seguente, quando si accasa in Polonia, ingaggiata dal Developres Rzeszów, nella Liga Siatkówki Kobiet. 
Per il campionato 2021-22 approda in Turchia, dove difende i colori del Türk Hava Yolları, in Sultanlar Ligi: dopo un triennio con le biancorosse, nel campionato 2024-25 si trasferisce al VakıfBank, sempre nella massima divisione turca.

### Nazionale
Nel 2018 fa il suo esordio nella nazionale canadese, partecipando alla Coppa panamericana, dove conquista la medaglia di bronzo e viene premiata come miglior servizio. Un anno dopo, grazie al primo posto alle qualificazioni nordamericane, dove viene premiata come miglior realizzatrice e miglior schiacciatrice, partecipa alla Volleyball Challenger Cup 2019, dove conquista la medaglia d'oro; sempre nel 2019 vince la medaglia di bronzo alla NORCECA Champions Cup, insignita anche in questo torneo del premio come miglior realizzatrice, e al campionato nordamericano, quest'ultima bissata nel 2021.
Nel 2023 arriva il bronzo al campionato nordamericano, ottenendo il riconoscimento come miglior giocatrice nel suo ruolo.

## Palmarès

### Club
- Campionato turco: 1

2024-25
- U Sports: 1

2019

### Nazionale (competizioni minori)
- Coppa panamericana 2018
- Volleyball Challenger Cup 2019
- NORCECA Champions Cup 2019

### Premi individuali
- 2018 - Coppa panamericana: Miglior servizio
- 2019 - Mary Lyons Award
- 2019 - Lieutenant Governor Athletic Awards
- 2019 - U Sports: MVP
- 2019 - Qualificazioni nordamericane alla Volleyball Challenger Cup: Miglior realizzatrice
- 2019 - Qualificazioni nordamericane alla Volleyball Challenger Cup: Miglior schiacciatrice
- 2019 - NORCECA Champions Cup: Miglior realizzatrice
- 2023 - Campionato nordamericano: Miglior schiacciatrice